# 料理記念日
「料理記念日」（りょうりきねんび）NHK『みんなのうた』1994年12月 - 1995年1月に放送された楽曲。

## 概要
2ndシングル「夢で待ち合わせしよう」のカップリング、2ndアルバム「ふたりぐらし 〜mon cinema〜」、ベストアルバム「My Special Thanks」収録
『みんなのうた』の放送で使用されたアニメーションは吉良敬三が制作した。